# 足利義滿
足利义满（日语：／ Ashikaga Yoshimitsu，1358年9月25日—1408年5月31日），日本室町幕府第三任征夷大將軍（1368年至1394年在任）。他是第二代將軍足利义诠的兒子，母親是義詮的側室紀良子。
足利義滿在任的1392年，南北朝獲得統一。足利義滿對勢力較為強大的守護大名進行了壓制，改革政制，设“三管四职”，確立了幕府的中央集权。同時建立了金閣寺（鹿苑寺），是為室町时代北山文化的代表作。其在任時期是室町時代政治、經濟和文化最為強盛的時期。
1378年，足利義滿將邸宅遷往了京都的北小路室町，在那裡建立了花之御所。因此義滿被人稱作室町殿；所謂「室町幕府」就是由此得名。
1383年受封为准三宮（待遇等同上皇），之后又被明朝册封为“日本國王”。足利義滿在任期間，幕府將軍的威權首次完全凌駕於天皇之上，將天皇變成傀儡。
1394年让位其子足利义持，自任太政大臣，后出家为僧，但仍掌握實權。
1408年足利义满圓寂，死后獲追尊为太上天皇，院號“鹿苑院”。

## 生涯

### 早年生活
正平十三年 / 延文三年八月二十二日（1358年9月25日）足利義滿出生，當時恰好是祖父足利尊氏逝世後的第100天。義滿年幼的時候，室町幕府同南朝的戰爭仍在繼續。觀應擾亂之後，室町幕府內部的爭權奪勢更加激烈。在爭權中失勢的細川清氏等有力武將先後投奔南朝。1361年（正平16年 / 康安元年），細川清氏引導楠木正儀所率的南朝軍攻佔京都，年幼的足利義滿前往赤松則祐的居城播磨國白旗城避難。翌年，室町幕府和北朝軍奪回了京都，足利義滿在回京途中路過了攝津國的一個地方（可能是尼崎市），對當地的景色歎為觀止，下令家臣們把這裡的景色扛回京都。家臣們對此感到萬分驚訝。1367年（正平22年 / 貞治6年），父義詮逝世，10歲的義滿繼任將軍。
1368年舉行評定始，陰曆4月元服，以管領細川賴之為烏帽子親。次年正式被授予征夷大將軍的稱號。由於義滿年幼，細川氏一門獨攬了室町幕府的大權。細川賴之實施應安大法，強化了土地的支配，並對京都和鐮倉的五山制度進行整備，強化了對宗教的統治。同時向南朝的勢力圈九州島派遣今川貞世（了俊）、大內義弘，弱化了南朝在這些地區的統治。1374年（文中3年 / 應安7年），足利義滿迎日野業子為妻室。
為了強化對京都的支配權，1370年（應安3年）給予了朝廷對山門公人（延曆寺及其支配下的諸勢力）的取締權。1378年遷往室町的花之御所居住，人稱室町殿。
1385年參拜东大寺和興福寺，1388年遊覽富士山，1389年參拜安藝的嚴島神社等地。這一系列視察同時增強了自己的威信。

### 權力強化與南北朝統一
1379年，反對細川賴之派的守護大名斯波義將、土岐賴康包圍了義滿的邸宅，要求罷免賴之。因此賴之被免去了管領一職，以斯波義將代之。（康曆政變）此後幕府中的人事全被斯波一派取代，斯波義將下達了討伐賴之的命令。但足利義滿卻在翌年以賴之是元老為由赦免了他，讓細川和斯波兩派並存互相牽制，借此增強了將軍的權力。1390年土岐賴康死後，美濃國的土岐氏陷入了內亂，義滿下令討伐土岐氏（土岐康行之亂）。
1391年，足利義滿又介入了山名氏的內部紛爭。當時山名氏兼任11國守護之職，時人稱為「六分一殿」。義滿巧妙地讓山名氏清起兵，同年12月派兵討伐他，史稱明德之亂。
而且義滿在1378年陰曆3月兼任右近衛大將，五個月後兼任權大納言，受到了關白二條良基的支持，積極參加朝廷的事務；翌年就發生了興福寺僧眾抬著春日大社的神木入京強訴的事件。由於春日大社是藤原氏的家寺，朝中的藤原氏公卿十分畏懼，不敢入宮供職。義滿認為自己是源氏後人，依舊出仕如前。此後義滿扶持朝廷，對寺社勢力進行嚴厲打擊。
義滿超越了祖父尊氏和父親義詮，先後昇任內大臣和左大臣。而1382年後圓融天皇退位，親義滿的後小松天皇即位。後圓融雖名義上開設院政，但實權都歸義滿執掌。1383年擔任源氏長者，兼任淳和獎學兩院別當，受封「准三后」的稱號，成為了公家和武家雙方勢力的首領，朝廷中幾乎沒有反對義滿的勢力。
1392年，南朝的勢力不斷衰退，南北朝統一已成為必然發生的事情。在大內義弘的中介下，足利義滿與南朝談判。最終以持明院統和大覺寺統交替繼承帝位為條件，南朝的後龜山天皇退位，並將三神器交給北朝的後小松天皇，南北朝統一，後小松天皇得到三個神器後，宣佈由自己的皇子實仁親王繼承皇位，被奪去了神器的南朝也只能屈服於北朝的統治。
1393年，與足利義滿不和的後圓融上皇逝世，義滿的權力完全鞏固。次年義滿將將軍之職讓給了兒子足利义持，自己則隱居繼續執掌政治。同年昇從一位太政大臣，翌年出家，法號道義。義滿出家是為了更有力地控制寺社勢力。在義滿出家之際，以斯波義將帶頭，不少武家和公家的頭面人物都追隨他出家。
1395年，足利義滿罷免了能夠獨自掌管地方政務的九州探題今川貞世。1399年，大內義弘在西國舉兵，義滿發兵鎮壓（应永之乱）。此後義滿徹底排除了西日本地區的反對勢力。

### 勘合貿易與北山文化

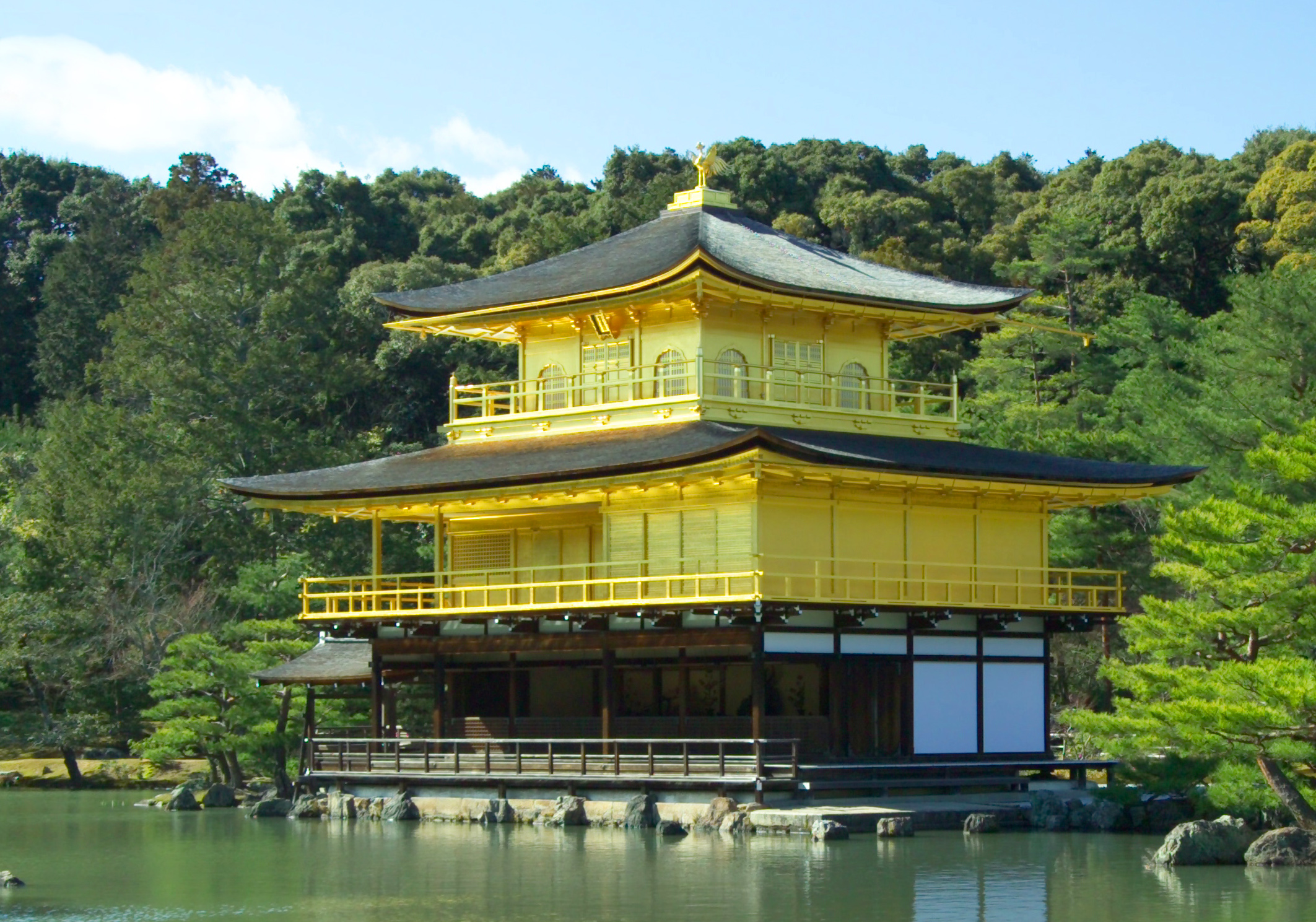
金閣寺 舍利殿

足利義滿在任期間，一直非常期望同明朝進行貿易。自1374年起曾數次向明朝派遣使節。1374年和1380年，足利義滿以「日本征夷將軍源義滿」的名義向明朝朝貢，要求與明朝貿易。然而明朝拒絕了室町幕府的要求，理由是明朝認為「大覺系」的「日本國王懷良」（或作良懷）才是日本正統君主，而「持明系」則是亂臣。足利義滿是「持明系」的軍官，更不應與之通交。因此在明太祖在位期間，明朝拒絕了同室町幕府的貿易。
1401年（應永八年），足利義滿又以「日本國准三后源道義」為名，遣博多的商人肥富、僧人祖阿赴明朝。當時懷良親王勢力衰落，建文帝封義滿為「日本國王」，並要求足利義滿取締倭寇。 在使者返回日本之際，明朝發生了燕王朱棣奪位的靖難之變。
明成祖朱棣夺取帝位后，派遣使臣分赴四方。永乐元年（1403年）琉球、日本、暹罗各国使节到中国朝贡，建立了宗藩与册封关系。1404年（應永十一年），足利義滿又遣使赴明，賀冊立皇太子。當時對馬、壹岐一帶的倭寇騷擾明朝沿岸，明成祖要求足利義滿進行抓捕。義滿發兵殲滅倭寇，獻倭寇首領20人。 足利义满頻頻入貢，同时受明朝封赏，与明朝正式建立了外交关系。明朝對日本頒發勘合符（一種類似存物牌的證明），日本以屬國的名義对明朝進行朝貢貿易。明朝赐足利义满“日本國王”金印一枚，足利义满回书自称“日本国王，臣源义满”。
勘合貿易促使中國的書籍和茶器大量傳入了日本國内，《勸善》、《內訓》等百餘本儒家書籍傳入日本。 中國茶器的傳入也促進了日本茶道的發展。
1397年（應永四年），西園寺家將京都北山的「北山第」獻給義滿。義滿在那裡以舍利殿為中心建立山莊，稱為「北山殿」。後來又將北山殿改造成鹿苑寺。此時代的文化融合了武家、公家和禪宗文化，稱為北山文化。

### 晚年與死後
應永二年（1395年），義滿公在鹿苑寺出家，法名鹿苑院天山道義。應永十五年五月初六日（1408年5月31日)，義滿公因突發疾病而在京都病逝，享年五十歲（足49歲），其遺骨在等持院火化，火化後將骨灰安葬於相國寺鹿苑院。此后，相国寺成为供奉足利将军家牌位的地方，后来在天历大火中化为灰烬，此后便衰落了。至于鹿苑院，在明治年间的反佛教运动中遭到拆毁，由此也导致足利义满墓的位置变得不明确，灵牌则被移至与足利将军家有着深厚渊源的临川寺供奉至今。足利义满居住的北山殿部分建筑在此后被拆毁，包括金阁等建筑留下来并被改建为如今的鹿苑寺，也称金阁寺，其中收藏有足利义满的木质坐像及画像。死後朝廷追贈他「鹿苑院太上天皇」的封號，其子足利义持因斯波義將的強烈反對而辭退封號，但相國寺則接受封號，稱其為「鹿苑院太上天皇」。除此之外，明朝永乐皇帝朱棣则派遣使臣来到日本吊唁足利义满并赐予“恭献”谥号。
足利義持與足利義滿在對朝廷、對公家、對守護大名和對明朝貿易等很多方面持相反的意見。因此義滿逝世後，其政策大部分被義持廢除。北山第除了金閣以外的建築也被義持拆毀。義滿偏愛的次子足利義嗣被迫出奔，被義持以謀反罪殺害。義嗣的子孫逃往越前，成為世代的鞍谷公方。此後，第六代將軍義教曾恢復其政策，但在嘉吉之亂中為赤松滿祐所暗殺，改革停止。而第八代將軍義政也曾試圖恢復其政策，但因應仁之亂的爆發而失敗。

## 皇位篡奪和暗殺說
田中義成、今谷明等學者認為足利義滿有篡奪皇位的企圖；而受到此說法的影響，作家海音寺潮五郎、井澤元彥等人認為義滿是由於皇室為了阻止其篡位而被暗殺的。
日本從平安時代到室町時代期間，曾長期流傳著一首名叫《野馬台詩》的預言詩。相傳這首詩是由中國南朝梁時期的高僧寶誌禪師所作，後來由遣唐使吉備真備帶到日本。該詩的內容為：
東海姬氏國，百世代天工。右司為輔翼，衡主建元功。初興治法事，終成祭祖宗。本枝周天壤，君臣定始終。谷填田孫走，魚膾生羽翔。葛後干戈動，中微子孫昌。白龍游失水，窘急寄故城。黄鷄代人食，黑鼠喰牛腸。丹水流盡後，天命在三公。百王流畢竭，猿犬稱英雄。星流飛野外，鐘鼓喧國中。青丘與赤土，茫茫遂為空。
這首預言詩預言日本天皇之位傳到第100代時將會滅亡，猿、犬擾亂天下，這就是著名的「百王說」。後圓融天皇系當時官方認定的第100代天皇；關東的鐮倉公方足利氏滿生肖屬猴，足利義滿自己生肖屬犬，因此義滿曾懷疑自己和足利氏滿將取代天皇的天下，並且就此「百王說」這一問題諮詢了坊城俊任、吉田兼敦，得到的答案是「百是眾多的意思」。
雖然這首預言詩如今被認定為偽作，但根據相關史料的記載，足利義滿可能真的有篡位的意圖。足利義滿在很早的時候就將自己的花押分為武家用和公家用兩種，其繼室日野康子被後小松天皇封為准母（地位相當於天皇的母親），像皇族女性一樣被授予了「北山院」的院號。朝廷的祭祀權、人事任命權悉歸足利義滿管轄，義滿入宮覲見以及出外參拜寺社時使用與上皇同等的待遇。
1408年（應永15年）3月，後小松天皇臨幸義滿的居所北山第時，足利義滿所坐的榻榻米是當時只有天皇和上皇才能使用的繧繝綠圖案。4月，義滿的次子義嗣在宮中元服時享受了親王的待遇。由此可見，足利義滿有篡奪皇位的野心，而接受明朝政府所授予的「日本國王」封號，則是試圖假借明朝為外援，也是篡位計劃的一個環節。足利義滿計劃脅迫後小松天皇禪位，讓愛子足利義嗣繼任天皇之位，自己則以治天之君的身份統治日本。但是，當時公卿的日記中沒有找到足利義滿排擠篡位計劃的最大障礙——皇太子躬仁親王的相關記錄。
由於足利義滿的權力已經完全淩駕於天皇之上，天皇成為了傀儡；而且義滿又有篡位的意圖，因此朝廷決定將其剷除，派人下毒把義滿毒死。井澤元彥認為暗殺者很有可能是義滿所親近的人物世阿彌和二條良基。此外，也有可能是當時的幕府將軍足利義持，因為義滿寵愛義持的弟弟足利義嗣，這使義持的地位受到威脅，感到非常不安。
然而當時公卿的日記中根本沒有發現義滿是被暗殺的相關記載，因此暗殺說沒有直接證據。而井澤元彥認為，朝廷之所以在足利義滿死後追贈其「太上天皇」的稱號，是為了鎮撫被暗殺的義滿怨靈。

## 經歷
※（）內為旧曆。
- 1367年1月7日（正平21年 / 貞治5年12月7日）敘從五位下。12月24日（正平22年/貞治6年12月3日）昇敘正五位下。12月28日（陰曆12月7日）任左馬頭。
- 1368年5月2日（正平23年 / 應安元年4月15日）元服，取名義滿。
- 1369年1月28日（正平23年 / 應安元年12月30日），受封征夷大将軍。
- 1374年1月7日（文中2年 / 應安6年11月25日），昇敘從四位下，補任参議，兼任左近衛中将。
- 1375年12月13日（天授元年 / 永和元年11月20日），昇敘從三位。参議、左近衛中将如元。
- 1378年4月21日（天授4年 / 永和4年月24日）轉任權大納言。9月19日（陰曆8月27日）兼任右近衛大将。
- 1379年1月2日（天授4年 / 永和4年12月13日），昇敘從二位。權大納言、右近衛大将如元。2月4日（天授5年 / 康曆元年1月6日），兼務右馬寮御監。
- 1380年2月11日（天授6年 / 康曆2年1月5日），昇敘従一位。權大納言、右近衛大将如元。
- 1381年8月13日（弘和元年 / 永德元年7月23日），轉任内大臣。右近衛大将如元。
- 1382年2月9日（弘和2年 / 永德2年1月26日），轉任左大臣。右近衛大将如元。3月4日（陰曆閏1月19日）兼務藏人別当。5月11日（陰曆3月28日），特別恩許在天皇的內裏乘坐牛車。5月24日（陰曆4月11日）兼務後圓融院別当。
- 1383年2月16日（弘和3年 / 永德3年1月14日），兼務源氏長者、淳和獎学兩院別当。7月26日（陰曆6月26日）受封准三宮。
- 1384年4月8日（元中元年 / 至德元年3月17日）辞去右近衛大将一職。
- 1388年6月30日（元中5年 / 嘉慶2年5月26日）辞去左大臣一職。
- 1393年2月7日（元中9年 / 明德3年12月26日）再任左大臣。
- 1393年10月22日（明德4年9月17日）、辞去左大臣一職。
- 1394年1月8日（應永元年12月17日）、辭去征夷大将軍一職。1月16日（陰曆12月25日）轉任太政大臣。6月20日（應永2年6月3日）辭去太政大臣一職。7月7日（陰曆6月20日）出家，法號道有（後改道義）。
- 1402年8月20日（應永9年9月5日）、明朝冊封足利義滿為日本国王。
- 1408年5月31日（應永15年5月6日）病逝。6月3日（陰曆5月9日），朝廷向足利義滿追贈太上天皇的稱號（被幕府辞退，被鹿苑寺接受）。

## 家族
- 父：足利義詮（第二代将軍）
- 母：紀良子（日语：紀良子）（側室）

- 兄弟姐妹
  - 千寿王丸
  - 柏庭清祖
  - 足利滿詮
  - 廷用宗器
  - 女子（寶鏡寺殿。惠昌？）

- 正室：日野業子（日野時光娘）
  - 女子
- 正室：日野康子（日野資康女）
- 側室：藤原慶子（安藝法眼娘）
  - 足利義持（4代将軍）
  - 足利義教（6代将軍）
  - 女子（入江殿聖仙）
- 側室：加賀局（長快法印女）
  - 尊滿（友山清師）
  - 男子（寶幢若公）
- 側室：春日局（攝津能秀女）
  - 足利義嗣（日语：足利義嗣）
- 側室：寧福院殿
  - 女子（大慈院聖久）
- 側室：藤原量子
- 側室：藤原誠子
  - 梶井義承
- 側室：慶雲庵主（大炊御門冬宗女）
  - 女子（光照院尊久）
- 側室：高橋殿
- 側室：池尻殿
  - 女子
  - 虎山永隆
- （以下為生母不明的子女）
  - 仁和寺法尊
  - 大覺寺義昭
  - 本覺院滿守
  - 三淵持清
  - 女子（法華寺尊順）
  - 女子（六角滿綱正室）
  - 女子（攝取院主）
  - 女子（寶鏡寺主）
- 猶子
  - 斯波義重
  - 三寶院滿濟

## 接受義滿偏諱的人物
「義」字
- 日野義資

「滿」字
- 九條滿家
- 洞院滿季
- 二條滿基
- 足利滿詮
- 足利滿兼
- 赤松滿則
- 赤松滿祐
- 赤松滿政
- 一色滿範
- 上野滿兼

- 大內滿弘
- 大館滿冬
- 北畠滿泰
- 北畠滿雅
- 斯波滿種
- 少貳滿貞
- 中條滿秀
- 土岐滿貞
- 富樫滿成
- 富樫滿春

- 仁木滿長
- 畠山滿家
- 畠山滿慶
- 肥田滿昌
- 細川滿經
- 細川滿春
- 細川滿元
- 細川滿之
- 山名滿時
- 結城滿藤

- 六角滿高
- 六角滿綱

## 登場作品
小說
- 陽炎之旗（新潮社、北方謙三著）
- 柳生十兵衛之死（講談社、山田風太郎著）
- 婆娑羅將軍（文藝春秋、安部龍太郎著）
- 獅子之座 足利義滿傳（中央公論新社、平岩弓枝（日语：平岩弓枝）著）
- 一休暗夜行（光文社、朝松健（日语：朝松健）著）
- 機智偵探一休 金閣寺密室（祥傳社、鯨統一郎（日语：鯨統一郎）著）
- 室町繚亂 義滿、世阿彌與吉野的姬君（集英社、阿部曉子（日语：阿部暁子）著）

影視劇
- 一休和尚（2012年、CX、演：東山紀之）

動漫
- 鬼臉一休（日语：あっかんべェ一休）（講談社、坂口尚作）
- 聰明的一休（東映動畫、配音：山田俊司）